# Drag Race México
Drag Race México es un programa de telerrealidad mexicano producido por World of Wonder Productions y MTV. Está basado en RuPaul's Drag Race, el programa original estadounidense, y presenta una competencia de drag queens que buscan obtener el título de la mejor reina drag y un premio de 550 000 pesos.
La versión mexicana es la decimotercera edición de la franquicia de Drag Race, después de las del Reino Unido, Canadá, Francia, España, Italia, Australia y Nueva Zelanda, Chile, Holanda, Tailandia, Filipinas, Bélgica y Suecia, además de las de Brasil y Alemania, que se estrenaron posteriormente, y las ya anunciadas para Corea del Sur, Singapur, Japón y la India. También es la segunda  edición de la franquicia de Drag Race que se graba en lengua española tras Drag Race España. 
La primera temporada del programa, cuya ganadora fue Cristian Peralta, se estrenó el 22 de junio de 2023 y finalizó el 7 de septiembre del mismo año. En México y Latinoamérica, la transmitieron MTV y Paramount+; internacionalmente, excepto en México, WOW Presents Plus; en Australia, Stan; y en Argentina, Movistar TV.
El programa recibió críticas positivas por sus logros técnicos y la calidad de su producción, pero obtuvo comentarios negativos relacionados con su manera de representar la cultura mexicana y el desempeño de sus conductoras.
Una segunda temporada está confirmada, la cual se estrenará en el verano de 2024 y, a diferencia de la primera, tendrá su transmisión en México a través de WOW Presents Plus, además de que presentará a Taiga Brava conduciendo junto con Lolita Banana.

## Formato
El objetivo del programa es encontrar a la mejor reina drag de México, quien obtiene como premio una corona, un cetro, un año de maquillaje y 550 000 pesos. Para lograrlo, las concursantes se enfrentan a retos de vestuario, maquillaje, actuación, comedia y pasarelas, incluyendo elementos de la cultura mexicana. Cada semana se elimina a una participante a través de una batalla de lip sync, hasta determinar a la ganadora en el episodio final.

## Producción
El 8 de agosto de 2022, World of Wonder, la productora de RuPaul's Drag Race, anunció que el programa tendría tres nuevas versiones internacionales, en México, Brasil y Alemania, y publicó convocatorias para las audiciones. En diciembre del mismo año, se confirmó que estas ediciones de la franquicia se estrenarían a través de MTV y Paramount+ en sus respectivos países y que WOW Presents Plus las transmitiría internacionalmente.
La versión mexicana se grabó en Colombia, en Paramount Television International Studios, y representa la segunda adaptación en español del programa estadounidense, después de Drag Race España. El 7 de mayo de 2023, durante la trigésima primera entrega de los MTV Movie & TV Awards, se publicó un adelanto promocional y se confirmó que el estreno sería en 2023. Posteriormente, se anunció que las conductoras serían Valentina y Lolita Banana, quienes participaron en la novena temporada de RuPaul's Drag Race y en la primera de Drag Race Francia, respectivamente. Además, se confirmó que Oscar Madrazo sería el juez principal y que habría distintos jueces invitados en cada episodio, de los cuales se adelantó a Christian Chávez y a Rojstar.
El 24 de mayo de 2023, a través de un programa especial titulado «Meet the Queens», se presentó a las participantes y se anunció que la fecha de estreno sería el 22 de junio del mismo año. La temporada de doce episodios se estrenó ese día y terminó el 7 de septiembre de 2023.
El 31 de julio de 2023, World of Wonder confirmó que producirá una segunda temporada y abrió las audiciones para participar en ella.
Durante noviembre de 2023, las cuatro finalistas de la primera temporada promocionaron el programa llevando a cabo el espectáculo de apertura de las presentaciones que la gira Werq the World, de RuPaul's Drag Race, tuvo en Monterrey, Guadalajara y Ciudad de México.
El 5 de febrero de 2024, se anunció que la segunda temporada se estrenará durante ese año y que su transmisión en México será a través de WOW Presents Plus, así como que la primera temporada pasaría a estar en esa plataforma, en lugar de permanecer en Paramount+. El 16 de mayo de ese año, se confirmó que Taiga Brava se unirá a Lolita Banana como conductora. El 23 de mayo se anuncia el estreno de la segunda temporada para el 20 de junio de 2024, y se presenta a las 13 concursantes de la temporada.

## Conducción y Jueces
La conducción de la primera temporada fue realizada por Lolita Banana y Valentina, ambas anteriormente concursantes de la franquicia en Francia (temporada 1) y Estados Unidos (temporada 9 y All Stars 4) respectivamente; siendo la primera franquicia de Drag Race en tener dos conductoras. En cuanto a la segunda temporada, se mantiene Lolita Banana, y se incorpora Taiga Brava (ganadora de la segunda temporada de Queen of the Universe), en reemplazo de Valentina.
En cuanto al jurado, además de las conductoras, el programa cuenta con Oscar Madrazo como único juez permanente del programa.
| Juez          | Temporadas | Temporadas |
| Juez          | 1          | 2          |
| ------------- | ---------- | ---------- |
| Lolita Banana | Principal  | Principal  |
| Valentina     | Principal  |            |
| Taiga Brava   |            | Principal  |
| Oscar Madrazo | Principal  | Principal  |

## Temporadas
| Temporada | Temporada | Concursantes | Episodios | Episodios | Emisión original    | Emisión original        | Emisión original | Ganadora         | Subcampeona(s)                            | Miss Simpatía                    |
| Temporada | Temporada | Concursantes | Episodios | Episodios | Primera emisión     | Última emisión          | Cadena           | Ganadora         | Subcampeona(s)                            | Miss Simpatía                    |
| --------- | --------- | ------------ | --------- | --------- | ------------------- | ----------------------- | ---------------- | ---------------- | ----------------------------------------- | -------------------------------- |
|           | 1         | 11           | 12        | 12        | 22 de junio de 2023 | 7 de septiembre de 2023 | Paramount+ MTV   | Cristian Peralta | Gala Varo, Matraka & Regina Voce          | Lady Kero                        |
|           | 2         | 13           | 12        | 12        | 20 de junio de 2024 | 5 de septiembre de 2024 | WOW Presents+    | Leexa Fox        | Horacio Potasio, Eva Blunt y Jenary Bloom | Nina de la Fuente y Luna Lansman |

### Galería de Ganadoras

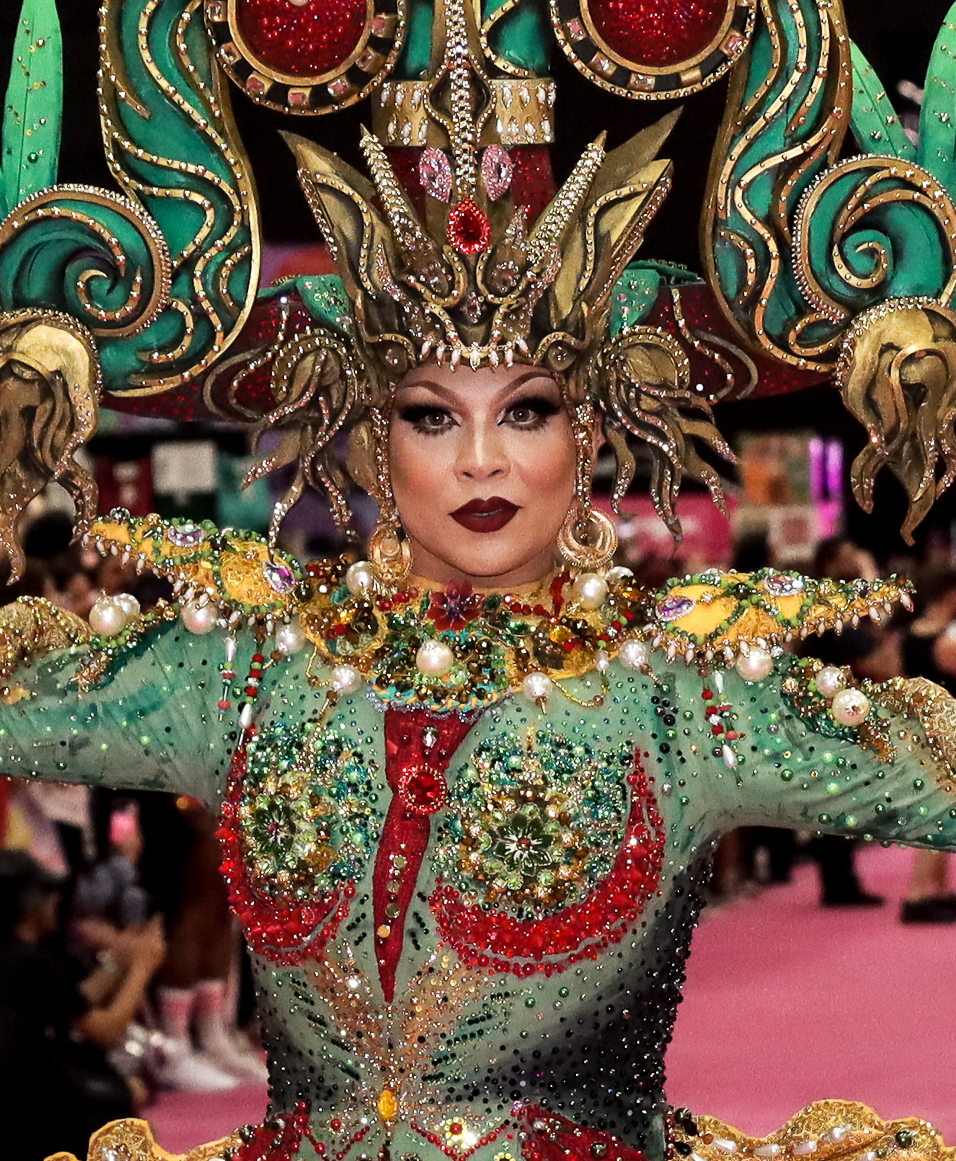
Temporada 1: Cristian Peralta

## Primera temporada (2023)

#### Participantes
Once participantes de México son parte de la competencia. Sus edades, nombres y ciudades de residencia corresponden al momento de la filmación.
| Participante     | Edad | Ciudad                | Resultado  |
| ---------------- | ---- | --------------------- | ---------- |
| Cristian Peralta | 36   | Tlaquepaque           | Ganadora   |
| Gala Varo        | 33   | Morelia               | 2.º lugar  |
| Matraka          | 25   | Purísima del Rincón   | 2.º lugar  |
| Regina Voce      | 41   | Ciudad de México      | 2.º lugar  |
| Lady Kero        | 33   | Ocotlán de Morelos    | 5.º lugar  |
| Margaret y Ya    | 28   | Ciudad de México      | 6.º lugar  |
| Argennis         | 26   | Ciudad Juárez         | 7.º lugar  |
| Serena Morena    | 34   | Aguascalientes        | 8.º lugar  |
| Pixie Pixie      | 32   | Ciudad de México      | 9.º lugar  |
| Vermelha Noir    | 24   | Santiago de Querétaro | 10.º lugar |
| Miss Vallarta    | 25   | Puerto Vallarta       | 11.º lugar |

Notas:
1. ↑  Aunque también usa el nombre de Matraka Traka, a esta participante se le llama solo Matraka en el programa.[31][32]
2. ↑  Aunque también usa el nombre de Argennis Drag, a esta participante se le llama solo Argennis en el programa.[31][33]

## Segunda temporada (2024)

#### Participantes
Trece nuevas Drag Queen mexicanas competirán por convertirse en la sucesora de Cristian Peralta, la segunda portadora de la corona de Drag Race México y ganar el título de "La próxima superestrella drag de México".
| Participante       | Edad | Ciudad                | Resultado  |
| ------------------ | ---- | --------------------- | ---------- |
| Leexa Fox          | 22   | Mexicali              | Ganadora   |
| Horacio Potasio    | 20   | Guadalajara           | 2.° lugar  |
| Eva Blunt          | 35   | Ciudad de México      | 2.° lugar  |
| Jenary Bloom       | 27   | Tepatitlán de Morelos | 2.° lugar  |
| Elektra Vandergeld | 26   | Ensenada              | 5. ° Lugar |
| Unique             | 27   | Aguascalientes        | 6. ° Lugar |
| Luna Lansman       | 36   | Ciudad de México      | 7. ° Lugar |
| Suculenta          | 27   | Ciudad de México      | 8.º Lugar  |
| Ava Pocket         | 29   | Tampico               | 9.° Lugar  |
| Garçonne           | 29   | Querétaro             | 10.° Lugar |
| María Bonita       | 31   | Monterrey             | 11.° Lugar |
| Nina de la Fuente  | 33   | Ciudad de México      | 12.º Lugar |
| Ignus Ars          | 23   | Aguascalientes        | 13.º Lugar |

## Tercera temporada (2026)
La tercera temporada fue anunciada oficialmente el 5 de septiembre de 2024, la misma fecha del final de la temporada anterior, a través de un artículo publicado por Variety y en las cuentas de redes sociales de World of Wonder. El proceso de casting se abrió el 20 de marzo de 2025, con fecha límite establecida para el 16 de mayo de 2025.

## Recepción (primera temporada)
Álvaro Cueva, en su columna en Milenio, celebró la llegada del programa y lo definió como una propuesta llena de «alegría, creatividad, talento, mexicanidad, espectacularidad, credibilidad y contacto con las audiencias». Horacio Villalobos, en su pódcast Farándula 021, reconoció la calidad de la producción y los aspectos técnicos del programa, pero criticó la manera en la que aborda temas mexicanos, llamándolo «una versión gringa de la mexicaneidad [sic]»; además, definió a las conductoras como «fatales». Alejandro Puga Patiño, de El Comercio, también criticó el desempeño de las presentadoras, aunque admitió que durante la temporada «se fueron puliendo», a diferencia de Oscar Madrazo, cuyas «opiniones y bromas eran muy anticuadas y poco atinadas para la irreverencia de este show».
La presencia de Mauricio Martínez como el juez invitado del sexto episodio generó controversia entre algunos seguidores del programa, quienes argumentaron que no estaban de acuerdo con que estuviera ahí debido a situaciones polémicas en las que se había involucrado en el pasado, por las cuales se le había señalado por supuestas actitudes misóginas, clasistas y racistas. La producción del programa no se pronunció al respecto, pero el actor respondió: «No sean exageradas, ¿en qué momento he defendido a violadores o tratado de quitarle los derechos a la comunidad?».
El estreno de los episodios del programa en Paramount+ recibió críticas por su impuntualidad, debido a que en múltiples ocasiones presentaba un retraso, que podía ser de unos minutos o incluso de casi un día completo.

### Premios y nominaciones
La primera temporada del programa ha obtenido cuatro nominaciones a premios, de las cuales ha ganado una y ha perdido tres.
| Año  | Premio                       | Categoría                                       | Resultado | Notas                                                       | Ref.          |
| ---- | ---------------------------- | ----------------------------------------------- | --------- | ----------------------------------------------------------- | ------------- |
| 2023 | Premios Produ                | Mejor contenido de realidad de talento adaptado | Nominado  | Ganado por la tercera temporada de The Masked Singer Brasil | [ 38 ] [ 39 ] |
| 2023 | Premios Produ                | Mejor contenido LGTBQ+                          | Nominado  | Ganado por Gemelas transgénero                              | [ 38 ] [ 39 ] |
| 2023 | Impulse LGBTIQ+ Awards       | Proyecto de entretenimiento LGBTIQ+ del año     | Ganador   |                                                             | [ 40 ]        |
| 2023 | Premios Martín Fierro Latino | Mejor reality show de TV o plataforma           | Nominado  | Ganado por la décima temporada de Gran hermano              | [ 41 ] [ 42 ] |